# لطفي زادة
لطفي زاده (4 فبراير 1921 بباكو في أذربيجان - 6 سبتمبر 2017) هو عالم رياضيات أذري أمريكي. يعتبر مؤسس المنطق الضبابي (أو منطق الغموض) (بالإنجليزية: Fuzzy Logic). في سن العاشرة رحل زاده برفقة عائلته إلى إيران ودرس الهندسة الكهربائية في جامعة طهران وأنهى دراسته بها سنة 1942.
هاجر زاده خلال الحرب العالمية الثانية إلى الولايات المتحدة الأمريكية ثم حصل على درجة الدكتوراه من جامعة بركلي في كالفورنيا كما حصل على 72 شهادة دكتوراه فخرية. ولقد اشتغل زاده في التدريس بنفس الجامعة ابتداء من سنة 1959 إلي حدود سنة 1991، وهي سنة التقاعد، إلا أنه ظل بعد هذا التاريخ يقدم محاضرات ومنتديات علمية.
طرح زاده في سنة 1965 نظرية المجموعة الضبابية وهي الأساس النظري ل منطق ضبابي أو منطق الغموض والذي يعتبر إمتدادآ للمنطق التقليدي أو الكلاسيكي. يتعامل المنطق الضبابي مع التعابير اللغوية غير الدقيقة أو غير الواضحة، والتي لا يمكن للمنطق التقليدي أن يعالجها.
لدى لطفي زاده أبحات علمية أخرى في مجالات:
- الذكاء الاصطناعي
- نظم خبيرة
- الشبكات العصبية الاصطناعية وغيرها.